# Joel McKinnon Miller
Joel McKinnon Miller, född 21 februari 1960 i Rockford i Minnesota, är en amerikansk skådespelare. Han är mest känd för sin roll som polisen Norman Scully i den amerikanska komediserien Brooklyn Nine-Nine och som Don Embry i Big Love.

## Filmografi (urval)
- 1991 – Murphy Brown (TV-serie)
- 1994 – Svanprinsessan (röst)
- 1996 – Pacific Blue (TV-serie)
- 1997 – Dharma & Greg (TV-serie)
- 1999 – Arkiv X (TV-serie)
- 2000 – En andra chans
- 2001 – Simma lugnt, Larry! (TV-serie)
- 2004 – Cold Case (TV-serie)
- 2006–2011 – Big Love (TV-serie)
- 2011 – Super 8
- 2009 – Criminal Minds (TV-serie)
- 2013–2021 – Brooklyn Nine-Nine (TV-serie)